# 케플러의 행성운동법칙

두 행성의 공전궤도를 통한 케플러의 세가지 법칙들에 대한 설명. (1) 첫 번째 행성의 공전궤도는 f1과 f2를 초점으로 갖는 타원궤도이고, 두 번째 행성의 공전궤도는 f1과 f3을 초점으로 갖는 타원궤도이다. 태양은 여기서 초점 f1에 있다. (2) 행성이 같은 시간 동안 휩쓸고 지나가는 음영으로 표시된 두 영역 A1과 A2는 같은 면적을 가지고 있다. (3) 두 행성의 공전주기의 비는 이다.

케플러의 행성운동법칙(行星運動法則, 영어: Kepler's laws of planetary motion)은 독일의 천문학자 요하네스 케플러가 발표한 행성의 운동에 대한 세 개의 물리학 법칙이다.
아이작 뉴턴이 만유인력의 법칙을 발견하기 약 반세기 전, 케플러는 티코 브라헤가 평생 동안 천체를 관측하면서 축적한 자료들을 분석하여 다음과 같은 케플러의 행성운동법칙을 발표하였다.
1. 행성은 모항성을 한 초점으로 하는 타원궤도를 그리면서 공전한다. (타원궤도 법칙)
2. 행성과 태양을 연결하는 가상적인 선분이 같은 시간 동안 쓸고 지나가는 면적은 항상 같다.
3. 행성의 공전주기의 제곱은 궤도의 긴반지름의 세제곱에 비례한다.[1]

아이작 뉴턴은 자신이 발견한 운동 법칙과 케플러 법칙 등을 기반으로 만유인력의 법칙을 유도해냈다. 즉, 케플러가 기술한 태양계의 행성의 운동은 뉴턴의 법칙에 따르는 두 개의 질점간의 상호작용에 해당한다는 것을 밝혀낸 것이다.
따라서 케플러의 행성 운동 법칙은 태양과 행성 사이에만 성립하는 것이 아니라, 행성과 그 위성(인공위성을 포함하여), 위성과 위성이 갖는 손자위성 사이에도 성립한다.

## 코페르니쿠스와의 비교
요하네스 케플러의 법칙은 코페르니쿠스의 법칙을 보완해 주었다. 코페르니쿠스에 의하면
1. 행성의 궤도는 주전원이 있는 원이다.
2. 태양은 이 궤도의 거의 중심에 있다.
3. 주 공전 궤도에 있는 행성의 속도는 일정하다.

태양을 중심으로 행성이 공전한다는 점에서 코페르니쿠스의 주장은 옳았으나, 그는 행성의 궤도를 정확히 정의하지는 못하였다. 공간에서의 운동을 단순한 기하학적 설명을 넘어서 물리적으로 해석한 케플러는 행성의 궤도를 다음과 같이 올바르게 규정하였다::53–54
1. 행성의 궤도는 주전원(epicycles)을 가진 원이 아니라 타원이다.
2. 태양은 그 타원의 중심이 아니라 한 초점에 위치한다.
3. 행성은 궤도를 따라 등속 직선 운동이나 등속 회전 운동을 하지 않으며, 대신 단위 시간당 쓸어내는 면적(면적 속도)이 일정하다. 이는 역사적으로 각운동량 개념과 밀접하게 연관되어 있다.

지구 궤도의 이심률은 춘분(3월경)부터 추분(9월경)까지의 시간이 약 186일, 추분부터 다음 해 춘분까지의 시간이 약 179일로 서로 같지 않음으로써 나타난다. 궤도를 지름으로 나누면 두 부분의 면적은 같지만, 태양을 지나고 지구의 적도에 평행한 평면으로 궤도를 나누면 그 면적의 비는 약 186:179가 된다. 이를 이용해 궤도의 이심률 e는 다음과 같이 근사할 수 있다.
{\displaystyle e\approx {\frac {\pi }{4}}{\frac {186-179}{186+179}}\approx 0.015}
이 값은 실제 지구 궤도의 이심률인 0.016710218에 근접한 값이다. 이러한 계산이 정확하려면, 두 날짜가 궤도의 단축 상에 위치해야 하며, 각 절반의 중점은 궤도의 장축 상에 있어야 한다. 여기서 선택된 두 날짜는 춘분과 추분이므로, 이는 근일점이 하지 또는 동지에 가까울 때 유효하다. 현재 지구의 근일점은 대략 1월 4일경으로, 이는 12월 21일 또는 22일의 동지와 비교적 가까워 이 조건에 부합한다.

## 명명
케플러의 업적이 오늘날과 같은 형태로 정립되기까지는 거의 200년이 걸렸다. 볼테르는 1738년에 출간한 "Éléments de la philosophie de Newton"에서 처음으로 이러한 발견들을 법칙이라는 용어로 지칭하였다. "Biographical Encyclopedia of Astronomers"의 케플러 항목(620쪽)에 따르면, 조제프 드 랄랑드(Joseph de Lalande)의 시대부터는 이러한 발견들에 대해 과학 법칙이라는 용어가 널리 사용되었다고 한다.
로버트 스몰(Robert Small)은 1814년 "An account of the astronomical discoveries of Kepler"에서 세 번째 법칙을 추가함으로써 세 가지 법칙의 체계를 완성시켰다. 그러나 스몰은 이러한 법칙들이 실제로는 귀납적 추론에 기반한 경험적 법칙이라고 주장하며, 역사적 사실과는 다소 어긋나는 해석을 내놓기도 했다.
또한, 오늘날 사용되는 "케플러의 제2법칙"이라는 용어도 엄밀히 말해 잘못된 명칭이다. 케플러는 개념적으로 연관된 두 가지 형태, 즉 "거리 법칙"과 "면적 법칙"을 제시하였는데, 이 중 후자인 면적 법칙이 오늘날의 제2법칙으로 자리 잡았다. 그러나 케플러 자신은 이 법칙들을 그런 식으로 서열화하거나 구분하거나 한 적은 없다.

## 역사
케플러는 1609년에 행성 운동에 관한 첫 번째와 두 번째 법칙을 발표하였으며,튀코 브라헤의 정밀한 천문 관측 자료를 분석한 결과 도출된 것이다.:53 세 번째 법칙은 1619년에 발표되었다.
케플러는 태양계를 설명하는 코페르니쿠스의 원형 궤도 모델을 신봉했지만, 화성의 궤도를 원으로 근사하려 할 때 브라헤의 정밀 관측과 일치하지 않는다는 점을 발견했다. 화성은 수성을 제외하고 가장 높은 궤도 이심률을 지닌 행성이다. 이러한 발견은 케플러의 제1법칙에 반영되었다.
케플러는 1621년, 자신의 제3법칙이 목성의 네 개 가장 밝은 위성들에도 적용된다는 사실을 언급하였다. 이후 고드프루아 웬델린(Godefroy Wendelin)도 1643년에 같은 관측을 했다. 한편 제2법칙, 특히 "면적 법칙"의 형태는 1664년 니콜라우스 메르카토르(Nicolaus Mercator)의 저서에서 반박되었지만, 1670년에 이르러 그의 "Philosophical Transactions"에서는 이를 지지하는 방향으로 전환되었다. 시간이 지나면서 이 법칙들은 점차 널리 수용되었다.
독일에서의 반응은 특히 1688년, 뉴턴의 프린키피아가 출간되어 코페르니쿠스 체계에 기반한 이론으로 여겨지면서 크게 바뀌었다. 이후 1690년, 라이프니츠가 케플러에 관한 연구를 발표하면서 이러한 흐름이 더욱 가속화되었다.
뉴턴은 제2법칙은 반드시 만유인력의 역제곱 법칙에만 의존하지 않으며, 힘이 중심을 향하는 성질만으로도 도출된다는 사실을 알려주었다. 반면, 제1법칙과 제3법칙은 만유인력이 역제곱 형태라는 전제에 의존한다.
한편, 이후에 카를 룽게와 빌헬름 렌츠는 행성 운동의 위상 공간에서 대칭 원리를 발견하였다. 이는 뉴턴 역학 하에서 제1법칙과 제3법칙을 설명하며, 제2법칙이 각운동량 보존과 회전 대칭성에 의해 성립하는 것과 유사한 방식으로 이해된다. 이 대칭은 수학적으로는 직교군 O(4)의 작용으로 표현된다.

## 수학적 설명

케플러의 제1법칙

행성의 궤도를 태양이 중심에 있는 극좌표계 {\displaystyle (r,\;\theta )}를 이용하면 아래와 같이 케플러의 행성운동법칙을 간단하게 수학적으로 기술하고, 뉴턴의 만유인력의 법칙과 같은 여러 물리학 법칙을 이용하여 증명할 수 있다.
{\displaystyle \epsilon \equiv {\sqrt {1+\left({2EL^{2} \over m\alpha }\right)}}}, 이심률
{\displaystyle \alpha \equiv GMm}
{\displaystyle L} : 행성의 각운동량
{\displaystyle M} : 초점에 위치한 별의 질량
{\displaystyle m} : 행성의 질량
{\displaystyle E} : 행성의 역학적 에너지
{\displaystyle G} : 중력 상수
이다.

### 제1법칙 타원 궤도의 법칙
케플러의 제1법칙은 궤도의 법칙이라고도 불린다.
- 행성의 공전 궤도는 타원 모양이다. 태양은 타원의 두 초점 중 하나에 위치한다.

### 제2법칙 면적속도 일정의 법칙

케플러의 제2법칙

케플러의 제2법칙은 케플러 넓이 법칙(Kepler's law of areas)이라고도 불린다.
- 행성과 태양을 연결하는 가상적인 선분이 같은 시간 동안 쓸고 지나가는 면적은 항상 같다.

면적속도는 수학적으로 다음과 같이 정의된다.
{\displaystyle {\dot {S}}={1 \over 2}r^{2}{\dot {\theta }}}
케플러의 제2법칙이 행성 운동의 운동 상수임을 의미한다. 혹은, 행성의 공전 속도를 사용하여
{\displaystyle \mathbf {r} \times \mathbf {v} ={\textrm {const}}}
가 일정하다고 말하기도 한다. 위 값은 행성의 각운동량에 비례하므로, 이 법칙은 만유인력의 법칙과 관계없이 각운동량 보존 법칙으로부터 유도할 수 있다.

### 제3법칙 조화의 법칙
케플러의 제3법칙은 주기의 법칙이라고도 불린다.
- 행성의 공전 주기의 제곱은 궤도의 긴반지름의 세제곱에 비례한다.

이를 수식으로 나타내면 다음과 같다.
{\displaystyle T^{2}\propto a^{3}}
여기서
{\displaystyle T} : 공전 주기
{\displaystyle a} : 공전 궤도의 긴반지름
이다. 좀 더 비례 관계를 명확히 하면,
{\displaystyle T^{2}={4\pi ^{2} \over G(M+m)}a^{3}}
이다. 여기서
{\displaystyle G} : 중력 상수
{\displaystyle M} : 초점에 위치한 별의 질량
{\displaystyle m} : 행성의 질량
이다. 태양계에서 행성은 태양에 비해 훨씬 더 가벼우므로 ({\displaystyle M>>m}), 다음과 같이 근사할 수 있다.
{\displaystyle T^{2}\simeq {4\pi ^{2} \over GM}a^{3}}
따라서, 태양을 중심으로 하는 태양계 안의 모든 행성에 대해선 {\displaystyle T^{2}a^{-3}}의 값이 모두 같다.
케플러의 제3법칙은 비리얼 정리의 특수한 경우이다.

## 행성의 가속
아이작 뉴턴은 "Philosophiæ Naturalis Principia Mathematica"에서 케플러의 제1법칙과 제2법칙에 따라 움직이는 행성의 가속도를 계산하였다.
1. 가속도의 방향은 태양을 향한다.
2. 가속도의 크기는 행성과 태양 사이의 거리의 제곱에 반비례한다. (역제곱 법칙)

이로부터, 태양이 행성의 운동을 유도하는 물리적 원인일 수 있음이 암시된다. 그러나 뉴턴은 프린키피아에서 힘을 물리적인 것이 아니라 수학적인 관점에서 다룬다고 명시하며, 도구주의적 입장을 취하였다. 그는 또한 중력의 원인에 대해서는 특정한 설명을 제시하지 않았다.
뉴턴의 운동 법칙에 따라, 행성에 작용하는 힘은 그 질량과 가속도의 곱으로 정의하였다. 이에 따라 다음과 같은 결론이 도출된다.
1. 모든 행성은 태양을 향해 끌려간다.
2. 행성에 작용하는 힘은 행성의 질량에 비례하고, 태양과의 거리의 제곱에 반비례한다.

하지만 이때 태양이 특별한 위치에 있어 불균형하게 된다. 따라서 뉴턴은 자신의 만유인력 법칙에서 다음과 같이 가정하였다.
1. 태양계를 구성하는 모든 천체는 서로를 끌어당긴다.
2. 두 천체 사이의 힘은 두 질량의 곱에 비례하고, 두 천체 사이의 거리의 제곱에 반비례한다.

행성들의 질량은 태양에 비해 작기 때문에, 실제 행성의 궤도는 케플러의 법칙을 근사적으로 따른다. 뉴턴의 모델은 케플러의 모델을 이론적으로 확장하고, 관측값과의 일치도 더욱 정확하게 만든다. (자세한 내용은 이체 문제를 참조)

### 가속도 벡터
태양 중심 관점에서, 행성에 대한 벡터를 다음과 같이 표현한다.
{\displaystyle \mathbf {r} =r{\hat {\mathbf {r} }}}
여기서 {\displaystyle r}은 행성까지의 거리이며, https://wikimedia.org/api/rest_v1/media/math/render/svg/9740464b71653e12932278ee944540be8caa5b96은 행성을 방향의 단위 벡터이다.
단위 벡터의 시간에 대한 도함수는 다음과 같다.{\displaystyle {\frac {d{\hat {\mathbf {r} }}}{dt}}={\dot {\hat {\mathbf {r} }}}={\dot {\theta }}{\hat {\boldsymbol {\theta }}},\qquad {\frac {d{\hat {\boldsymbol {\theta }}}}{dt}}={\dot {\hat {\boldsymbol {\theta }}}}=-{\dot {\theta }}{\hat {\mathbf {r} }}}여기서 https://wikimedia.org/api/rest_v1/media/math/render/svg/ca32f6d693b0a183a7728b875f7e2042bb1dbca2는 https://wikimedia.org/api/rest_v1/media/math/render/svg/9740464b71653e12932278ee944540be8caa5b96을 기준으로 반시계 방향 90도 회전한 방향의 단위 벡터이며, {\displaystyle \theta }는 극각, 그리고 미분은 뉴턴식 표기법이다.
위치 벡터를 두 번 미분하여 속도 벡터와 가속도 벡터를 구하면{\displaystyle {\begin{aligned}{\dot {\mathbf {r} }}&={\dot {r}}{\hat {\mathbf {r} }}+r{\dot {\hat {\mathbf {r} }}}={\dot {r}}{\hat {\mathbf {r} }}+r{\dot {\theta }}{\hat {\boldsymbol {\theta }}},\\{\ddot {\mathbf {r} }}&=\left({\ddot {r}}{\hat {\mathbf {r} }}+{\dot {r}}{\dot {\hat {\mathbf {r} }}}\right)+\left({\dot {r}}{\dot {\theta }}{\hat {\boldsymbol {\theta }}}+r{\ddot {\theta }}{\hat {\boldsymbol {\theta }}}+r{\dot {\theta }}{\dot {\hat {\boldsymbol {\theta }}}}\right)=\left({\ddot {r}}-r{\dot {\theta }}^{2}\right){\hat {\mathbf {r} }}+\left(r{\ddot {\theta }}+2{\dot {r}}{\dot {\theta }}\right){\hat {\boldsymbol {\theta }}}.\end{aligned}}}그러므로{\displaystyle {\ddot {\mathbf {r} }}=a_{r}{\hat {\boldsymbol {r}}}+a_{\theta }{\hat {\boldsymbol {\theta }}}}여기서 각가속도는 {\displaystyle a_{r}={\ddot {r}}-r{\dot {\theta }}^{2},}횡가속도는{\displaystyle a_{\theta }=r{\ddot {\theta }}+2{\dot {r}}{\dot {\theta }}.}이다.

## 같이 보기
- 원운동
- 자유낙하 시간
- 중력
- 케플러 궤도
- 케플러 방정식
- 라플라스-룽게-렌츠 벡터